# Вулиця Єфремова (Львів)
Вулиця Єфремова — вулиця у Франківському районі міста Львова, в місцевості Новий Світ. Сполучає вулицю Бандери та вулицю Конотопську, утворюючи перехрестя з вулицями Японською, Київською, Мельника. Прилучаються вулиці Новий Світ, Старицького, Ганни Барвінок. Через арковий прохід між будинками під № 35 та № 37 на вул. Єфремова можна перейти на вулицю Василя Кука і далі — на вул. Генерала Чупринки.

## Історія та назва
Вулиця виникла на місці дороги, яка ще у XVI столітті розділяла міські Ганльовський та Войнаровський лани. Згодом їх придбав львівський купець Штанцель Шольц і заснував на них поселення — Штанцльову Волю. Нинішня вулиця Єфремова утворювала частину головної дороги цього поселення. У першій половині XIX століття дорога мала назву Штандовська на Байках. Під час ґрунтовного впорядкування міського простору в перші роки періоду самоуправління наприкінці XIX століття, а саме 1871 року вона отримала назву Мурарської (Мулярської), адже саме тут селилися мулярі — каменярі-будівельники. Наступне перейменування відбулося 1935 року після урочистого похорону польського військовика, історика, політика, посла до сейму Польської республіки першої каденції у 1922—1927 роках Чеслава Яна Мончинського, після чого на його честь було названо вулицю. Під час другої світової війни та німецької окупації міста вона мала назву Шлезвігерштрассе, на честь провінції Шлезвіг-Гольштейн (нині — Шлезвіг-Гольштейнська земля Німеччини). У липні 1944 року, після зайняття Львова радянськими військами, була повернена передвоєнна назва — вул. Мончинського. Проте вже за два роки назва була змінена на вул. Карла Маркса, а названо так на честь німецького філософа-матеріаліста, протагоніста робітничого соціалістичного руху, одного із засновників Першого Інтернаціоналу Карла Гайнриха Маркса. У 1992 році вулиця отримала сучасну назву на честь українського громадсько-політичного і державного діяча Сергія Єфремова.

## Забудова
В архітектурному ансамблі вулиці Єфремова переважають віденська сецесія, конструктивізм, радянська забудова 1960—1980-х, сучасна багатоповерхова 2000-х років. Декілька будинків внесені до реєстру пам'яток архітектури місцевого значення.

### З непарного боку вулиці
№ 7 — за радянських часів, у 1968 році, з нагоди 150-ліття від дня народження Карла Маркса, на фасаді будинку встановлена меморіальна таблиця з білого мармуру, яка нагадувала, що «цю вулицю названо на честь Карла Маркса — основоположника наукового комунізму, учителя і вождя світового пролетаріату (1818—1883)». Демонтована на початку 1990-х років.
№ 11 — триповерховий житловий будинок. У будинку від 1910-х років мешкав український історик літератури та педагог Михайло Тершаковець, який на той час викладав в академічній гімназії у Львові.
№ 25 — триповерховий житловий будинок. В партері житлового будинку працює стоматологічна клініка «Глорія». 
№ 27 — триповерхова чиншова кам'яниця споруджена 1906 року за проєктом Августа Богохвальського для Е. та Я. Копачинських. Будинок внесений до реєстру пам'яток архітектури місцевого значення під охоронним № 629-м.
№ 29 — житловий будинок споруджений у 1907 році. Будинок внесений до реєстру пам'яток архітектури місцевого значення під охоронним № 630-м.
№ 31 — триповерхова чиншова кам'яниця споруджена 1909 року за проєктом Августа Богохвальського для Ю. Таубе. У будинку від 1910-х років мешкали Зиґмунт Клеменсевич, фізико-хімік, професор Львівського університету; Мар'ян Осінський, архітектор, доцент львівської Політехніки (нині — кафедра реставрації та реконструкції архітектурних комплексів інституту архітектури Національного університету «Львівська політехніка»); Броніслав Павлевський, професор та двічі ректор Вищої політехнічної школи у Львові (нині — Національний університет «Львівська політехніка») у 1895—1896 і 1909—1910 роках. Також в будинку мешкала українська художниця-графік Стефанія Ґебус-Баранецька. Будинок внесений до реєстру пам'яток архітектури місцевого значення під охоронним № 631-м.
№ 33, 35 — триповерхові чиншові кам'яниці споруджені у 1912 та 1911 роках за проєктами, розробленими в бюро Івана Левинського для Д. Менш та Е. Кіршнер. Будинки внесені до реєстру пам'яток архітектури місцевого значення під охоронними № 1329-м та № 1330-м.
Через арковий прохід між будинками під № 35 та № 37 можна перейти на вулицю Василя Кука і далі — на вул. Генерала Чупринки.
№ 37 — у 1889—1930-х роках на цьому місці розташовувалися деревообробні майстерні фабрики Івана Левинського. У 1950-х році на їх основі була створена артіль «Мебельник», що належала Облмебельпрофспілці. У 1970-х роках деревообробне підприємство ліквідоване і на його місці споруджений п'ятиповерховий житловий будинок з вбудованим приміщенням громадського призначення. Спочатку це приміщення займав промтоварний магазин-салон з обслуговування інвалідів Великої Вітчизняної війни Радянського та Залізничного районів м. Львова. Від 2000-х років в будинку містилося ЛКП «Старий квартал», а приміщення колишнього «ветеранського» магазину поділено на дві частини, в одній містився магазин побутової хімії, а в іншій — магазин покриття на підлогу «Вінісін Плюс». Нині приміщення колишнього магазину побутової хімії стоїть пусткою, а приміщення іншого займає сервіс доставки «Glovo”.
№ 47, 49 — триповерхові кам'яниці, споруджені у 1906 році для потреб Товариства взаємодопомоги католицьких священників за проєктами архітектора Владислава Галицького. Фронтон будинку під № 47 оздоблений «Литовською погонею». На рівні між першим і другим поверхами будинку під № 49, на зразок скульптурних оздоблень середньовічних храмів, розташовано табернакль із фігурою Матері Божої. На думку львівського історика Юрія Бірюльова, найімовірніше, автором фігури Матері Божої міг бути Петро Війтович. У 1934—1949 роках в будинку під № 49 мешкала видатна піаністка, музична та громадська діячка, організаторка професійної музичної освіти в Галичині Галина Левицька. На початку 2000-х років на честь Галини Левицької на фасаді кам'яниці встановлена меморіальна таблиця. Будинки внесені до реєстру пам'яток архітектури місцевого значення під охоронними № 632-м та № 1331-м.
У листопаді 1943 року на внутрішньому подвір'ї за кам'яницями № 47 та № 49 (тут під час німецької окупації розташовувалося одне з колишніх приміщень Гестапо) гітлерівці розстрілювали італійських військових, яких було інтерновано після капітуляції Італії та відмови італійців воювати на боці Німеччини. 2001 року на цьому місці встановлено пам'ятний знак — хрест з написом на табличці: «Хрест встановлено на місці монастирського цвинтаря в пам'ять розстріляних тут в листопаді 1943 р. італійських військовополонених та жертв радянських репресій 1940—1950-х років. На виконання ухвали сесії Львівської міської ради за № 1101 від 7.VI.2001. Освячено 3.XI.2001». Вхід до пам'ятного знаку через будинок № 49.
№ 51 — житловий будинок збудований у 1911 році. Внесений до реєстру пам'яток архітектури місцевого значення під охоронним № 1332-м.
№ 53 — чотириповерховий житловий будинок, споруджений на початку 1960-х років. У 2020 році проведений капітальний ремонт шатрової покрівлі будинку.
№ 59 — двоповерхова вілла з високим цокольним ярусом та солярієм на горищі (як третій поверх), збудована у 1927 році для М. та С. Осінських, в обгородженій садовій ділянці на розі вулиць Єфремова та Мельника. Тут від середини 1960-х років до 2019 року містилося поліклінічне відділення Львівського онкодиспансеру (нині — Львівський державний онкологічний регіональний лікувально-діагностичний центр). 2019 року поліклінічне відділення переїхало в будівлю львівського онкоцентру на вул. Гашека, 2а. Також тут працювала Міжрайонна онкологічна медико-соціальна експертна комісія. Від лютого 2021 року частину будівлі орендує ТзОВ «Львівська медична група», основною діяльністю якої є догляд за людьми похилого віку та інвалідами. Ймовірно, тут може запрацювати геріатричний центр, але більша частина історичної будівлі далі стоїть пусткою. Будинок внесений до реєстру пам'яток архітектури місцевого значення під охоронним № 2585-м.
№ 75 — п'ятиповерховий житловий будинок з приміщенням комерційного призначення, збудований 2002 року будівельною корпорацією «Карпатбуд». Комерційне приміщення займає клініка естетичної стоматології Романа Гімона.
№ 77 — двоповерховий житловий будинок споруджений у 1930-х роках в стилі польського функціоналізму. Одне з приміщень першого поверху займає приватна нотаріальна контора.
№ 79 — дев'ятиповерховий житловий будинок збудований за так званим «чеський» проєктом у 1975 році для потреб Міністерства оборони СРСР (архітектор Лариса Скорик, співавтор П. Гудимова; проєктний інститут «Діпромісто» м. Львів). Орендарями земельної ділянки, що розташована поряд з третім під'їздом будинку (ріг вулиць Ганни Барвінок та Єфремова) у 1996 році планувалося будівництво закладу громадського харчування, але за двадцять років пріоритети змінилися. І тепер тут має бути дев'ятиповерховий житловий будинок.
№ 83 — двоповерховий житловий будинок споруджений у 1930-х роках в стилі польського функціоналізму. В будинку мешкає художник декоративно-ужиткового мистецтва Уляна Ярошевич.
№ 85 — п'ятиповерховий житловий будинок збудований на розі з вулицею Конотопською у 2005—2007 роках на місці давнішої вілли львівського будівничого, члена «Товариства для розвою руської штуки» Йосипа Делькевича. Вілла була збудована у стилі сецесії з елементами закопанського стилю.

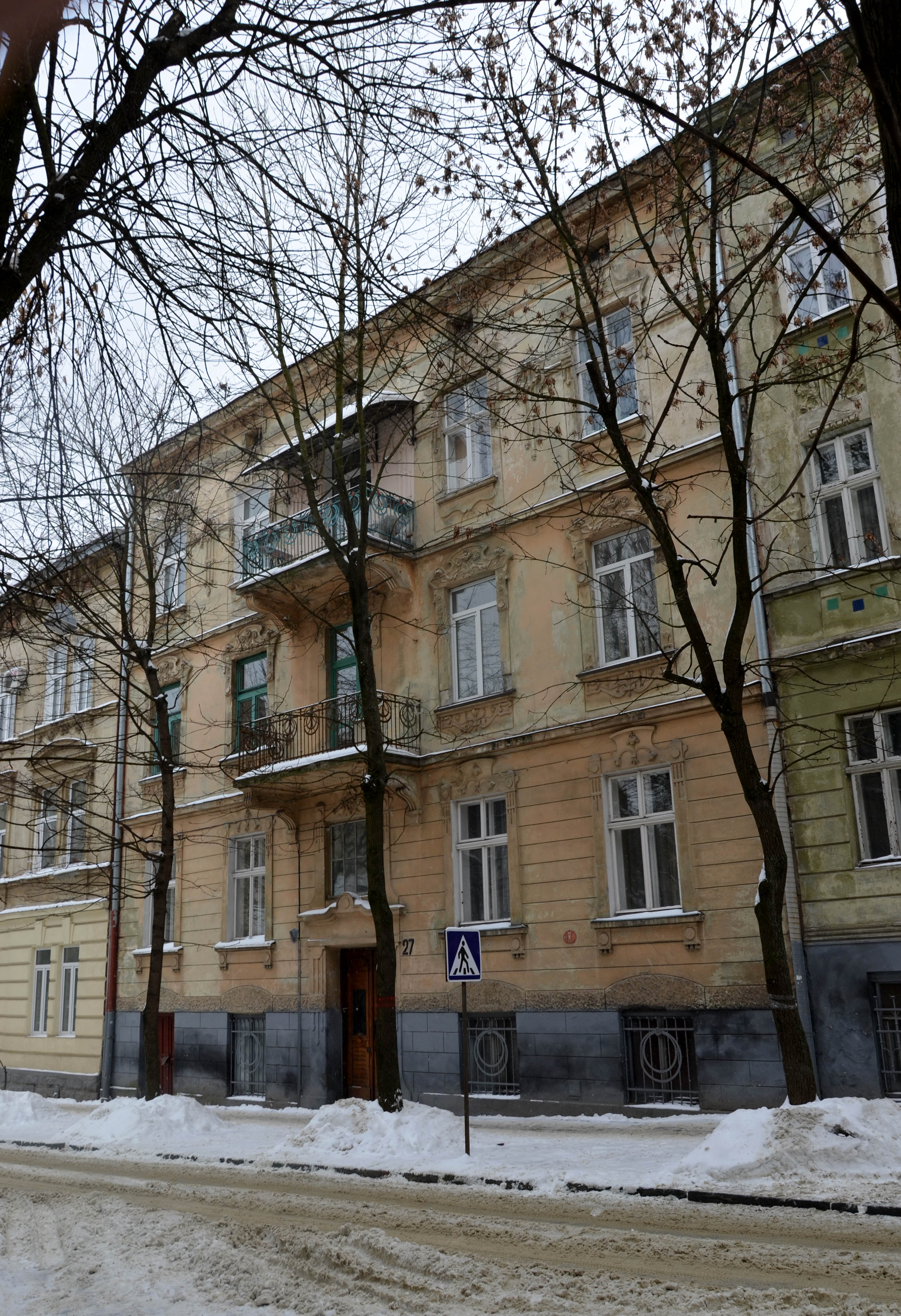
Житловий будинок (вул. Єфремова, 27)
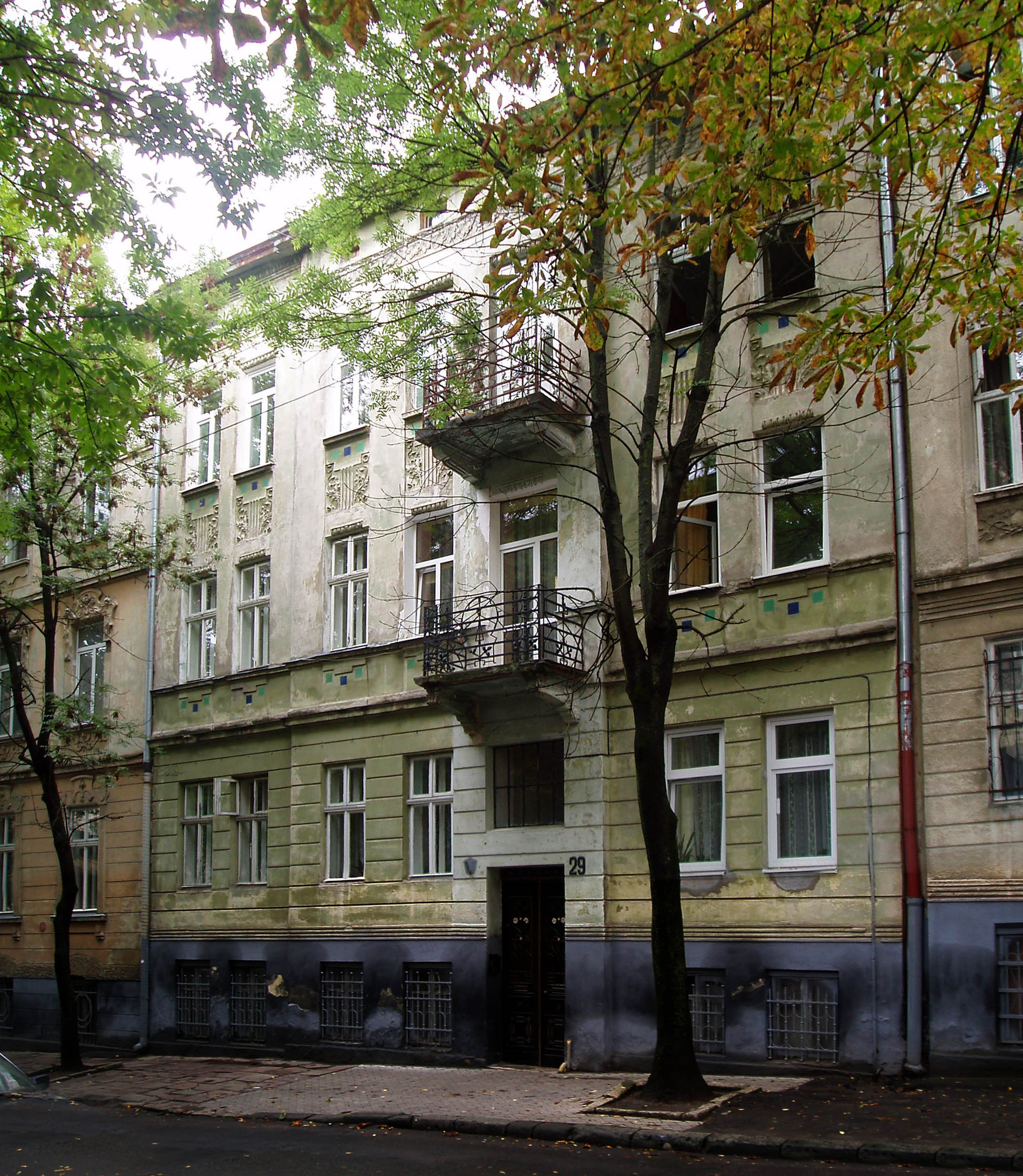
Житловий будинок (вул. Єфремова, 29)
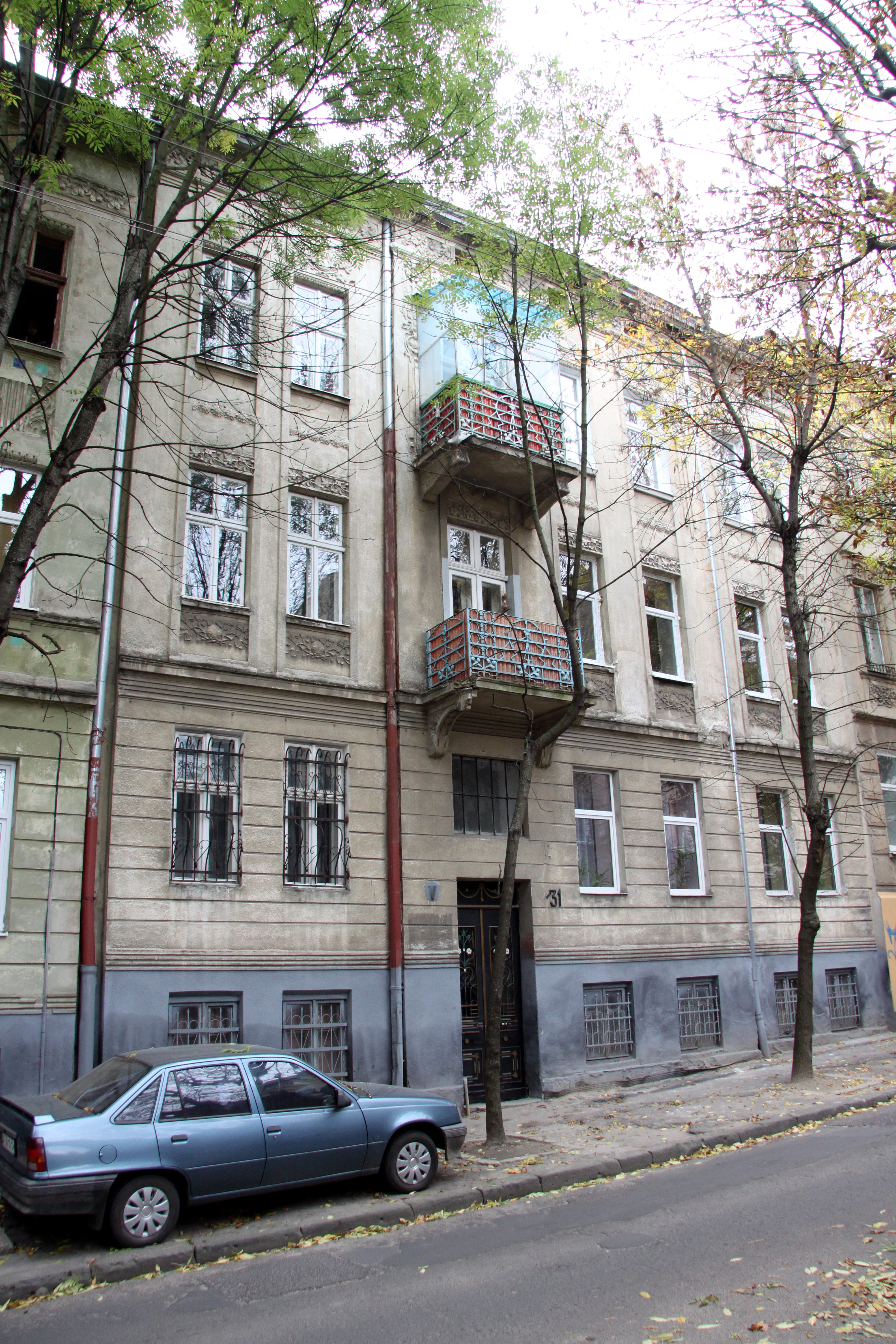
Житловий будинок (вул. Єфремова, 31)
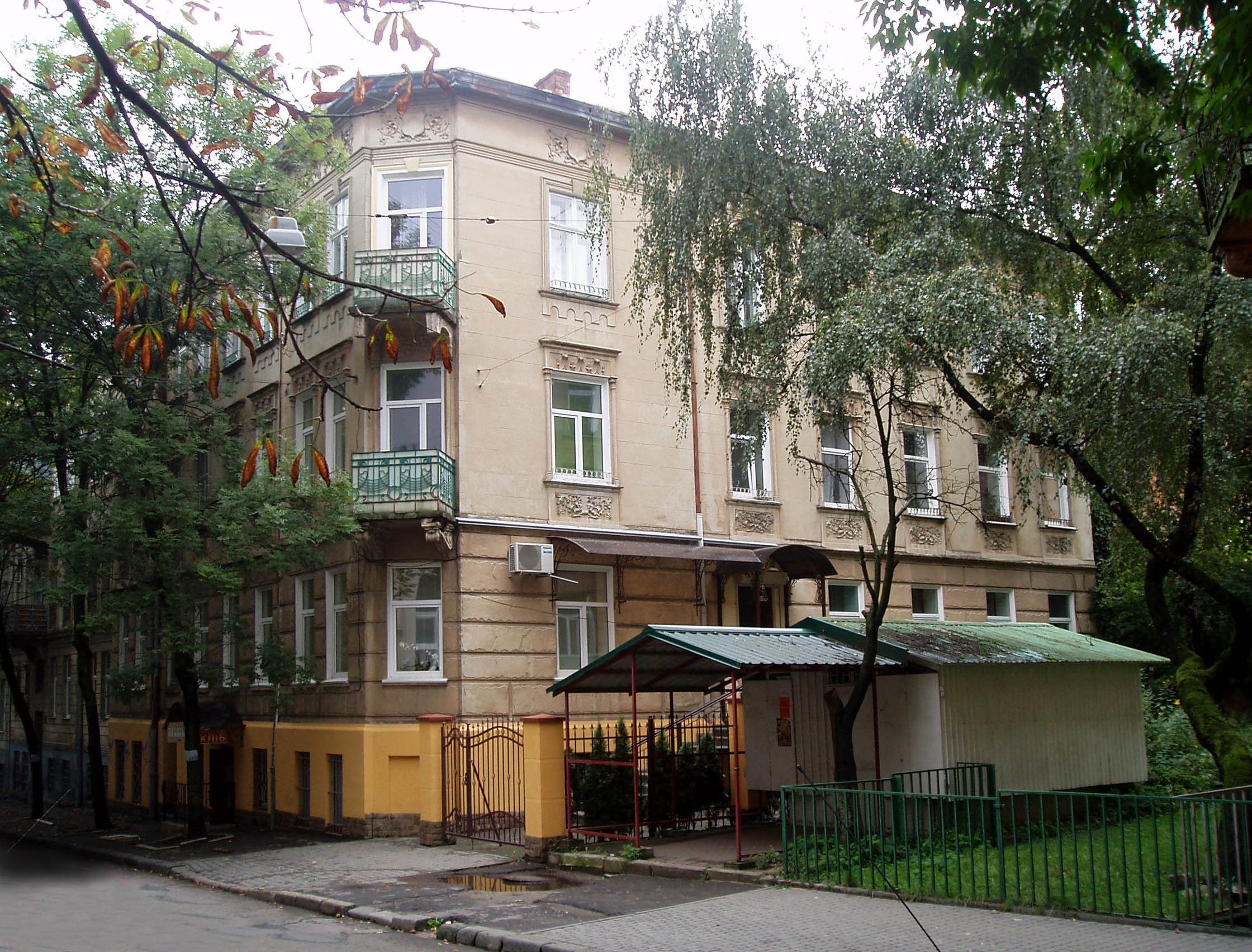
Житловий будинок (вул. Єфремова, 33)
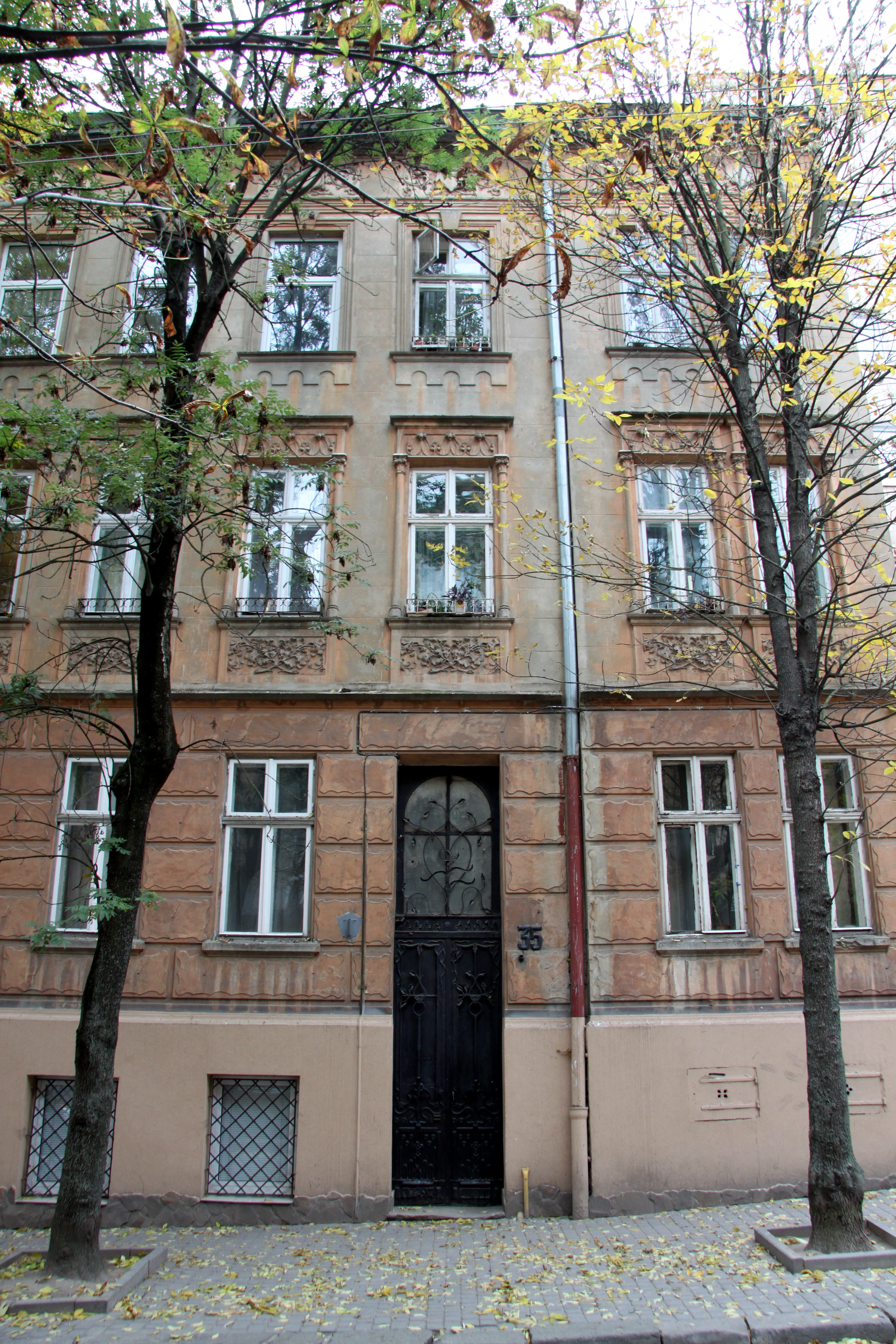
Житловий будинок (вул. Єфремова, 35)
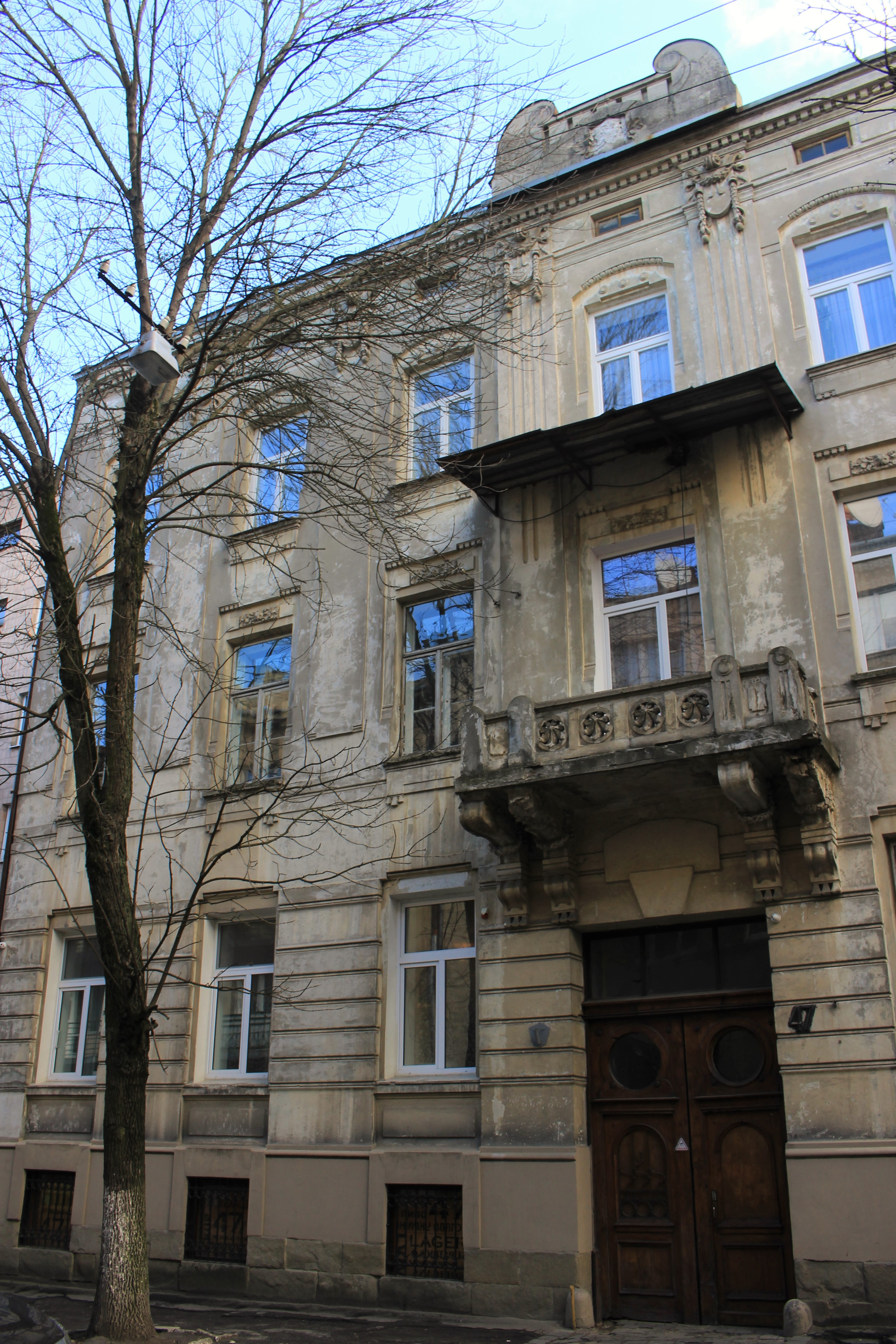
Житловий будинок (вул. Єфремова, 47)
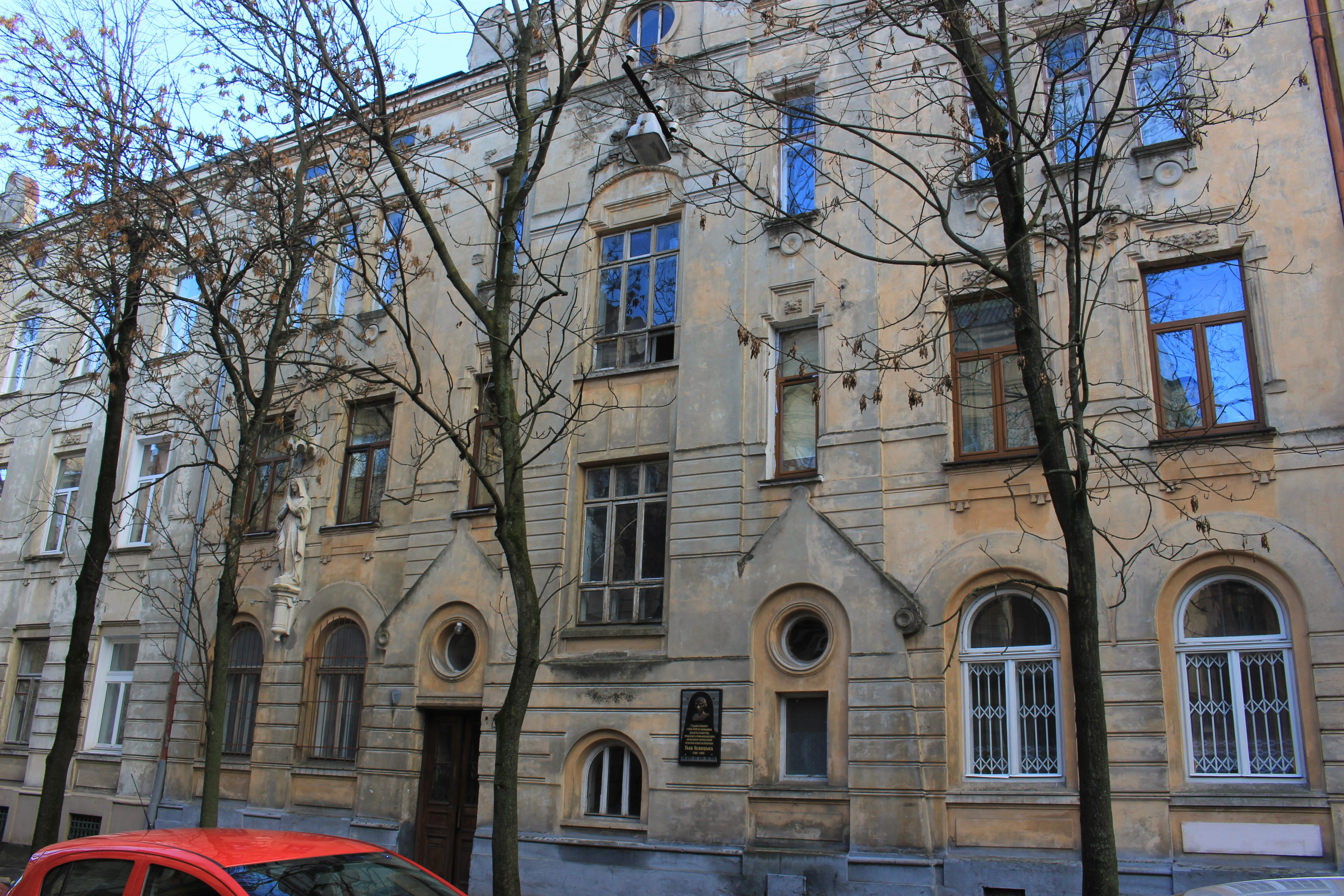
Житловий будинок (вул. Єфремова, 49)
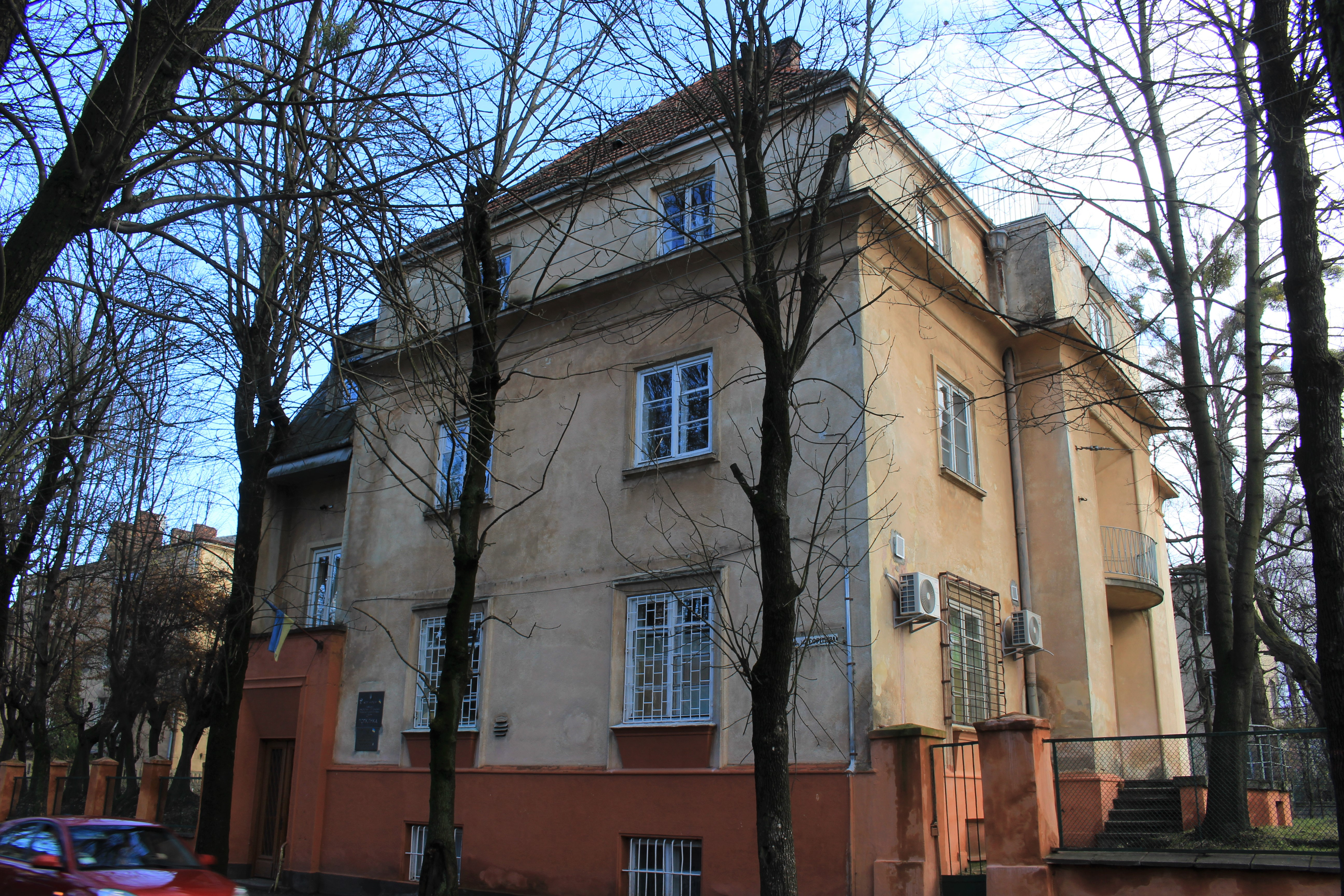
Колишня вілла Осінських (нині — міжрайонна онкологічна МСЕК; вул. Єфремова, 59)

### З парного боку вулиці
№ 4 — постсецесійна кам'яниця, збудована у 1911—1912 роках за проєктом архітектора Артура Шлеєна. Будинок внесений до реєстру пам'яток архітектури місцевого значення під охоронним № 161-м.
№ 6, 8 — кам'яниці будувалися у 1911 році в комплексі з будинками на вул. Старицького, 2 та 4 за проєктом архітектора Альфреда Захаревича. Будинки оздоблені рельєфами Зигмунта Курчинського. Будинки внесені до реєстру пам'яток архітектури місцевого значення під охоронними № 162-м та № 163-м. В будинку № 8 мешкає живописець Марія Грегорійчук.
№ 24 — житловий будинок. Внесений до реєстру пам'яток архітектури місцевого значення під охоронним № 164-м.
№ 26 — двоповерхова вілла, збудована наприкінці XIX століття у стилі неоренесансу. У міжвоєнний період — приватний будинок, після приходу радянської влади у 1944 році вілла була розділена на окремі квартири та неодноразово перебудована. У 2015 році власник ділянки замовив проєкт будівництва на цій території житлового будинку. 2016 року віллу розібрано, залишено частини фасаду будинку та патіо перед ним, які «вплетено» у фасад новобудови. Згодом, упродовж 2016—2018 років на цій ділянці девелоперською компанією «Гранд Дім» збудований шестиповерховий (у тому числі — два мансардні поверхи) житловий будинок з приміщеннями комерційного призначення та підземним паркінгом. Від 2020 року на першому поверсі будинку міститься Почесне консульство Республіки Молдова у місті Львові.
№ 30 — від 1908 року земельна ділянка належала Малопольській молочарській спілці. 1911 року Спілка звела конюшні та помешкання для візників за спільним проєктом архітекторів Владислава Рауша та Яна Новорити. Ця одноповерхова будівля складалася з конюшні (в подвір'ї), зали та одного помешкання, 1928 року — молочарний завод (за проєктом інженера управління залізобетонних робіт Павела Регоровського), що являв собою невелику промислову споруду із залізобетонних конструкцій. У радянський час молочарський завод перейшов у власність Львівського молокозаводу. У 2010 році колишні господарські будівлі та саму споруду молокозаводу розібрали. На тому місці, у 2013—2014 роках збудований шестиповерховий житловий будинок з широкою брамою-проїздом у подвір'я. До то часу через прохід, що існував біля колишнього молокозаводу можна було перейти на сусідню вулицю Коновальця.
№ 32а — чотириповерховий житловий будинок. На початку 1950-х років в будинку містилася школа фабрично-заводського навчання № 17. Нині в будинку містяться офіси компаній «NEXIA-ДК» і лізингової компанії «Універсальна» та нотаріальна контора.
№ 34 — триповерхова житлова кам'яниця споруджена у 1929 році для архітектора Юзефа-Яна Яворського. Фасад кам'яниці оздоблений горельєфом «Мадонна з Ісусом» у стилі ар деко роботи скульптора Францішка Томаша Бєрната.
№ 40 — житловий будинок. У міжвоєнний період в одному з приміщень містилася художня майстерня Паммера «Батик артистичний».
№ 52 — приватна дошкільна установа «Пташеня. Дитячий простір», розрахована на 80 дітей.
№ 56 — одноповерхова вілла.
№ 62 — чотириповерховий житловий будинок. У 1936—1944 роках, на тогочасній вул. Мончинського, 62 (нинішня вул. Єфремова) мешкав український скульптор Сергій Литвиненко. Тут також містилася майстерня митця.
№ 66, 68 — за проєктом архітектора Тадеуша Врубеля у 1934 році збудована вілла Зигмунта Млєчка в дворковому стилі. Розібрана у повоєнний час. Натомість у 1988 році за спільним проєктом архітекторів М. Столярова та О. Базюка у постмодерністському стилі для працівників інституту «Містопроект» збудований п'ятиповерховий житловий будинок. У середній частині будинку є прохід, яким можна перейти на вулицю Коновальця.
№ 72 — п'ятиповерховий житловий будинок збудований у 1960-х роках за проєктом архітектора Адольфа Бахматова у стилі радянського конструктивізму для працівників газопроводу «Союз».
№ 86а — одноповерхова будівля спорткомплексу з залами боротьби та важкої атлетики ФСТ «Динамо». На початку 2007 року одноповерхову будівлю спорткомплексу знесли, а на її місці у 2010—2011 роках будівельною компанією «ІнтегралБуд» споруджений семиповерховий житловий будинок (ЖК «Респекталь»), що має адресу: вулиця Конотопська, 25.

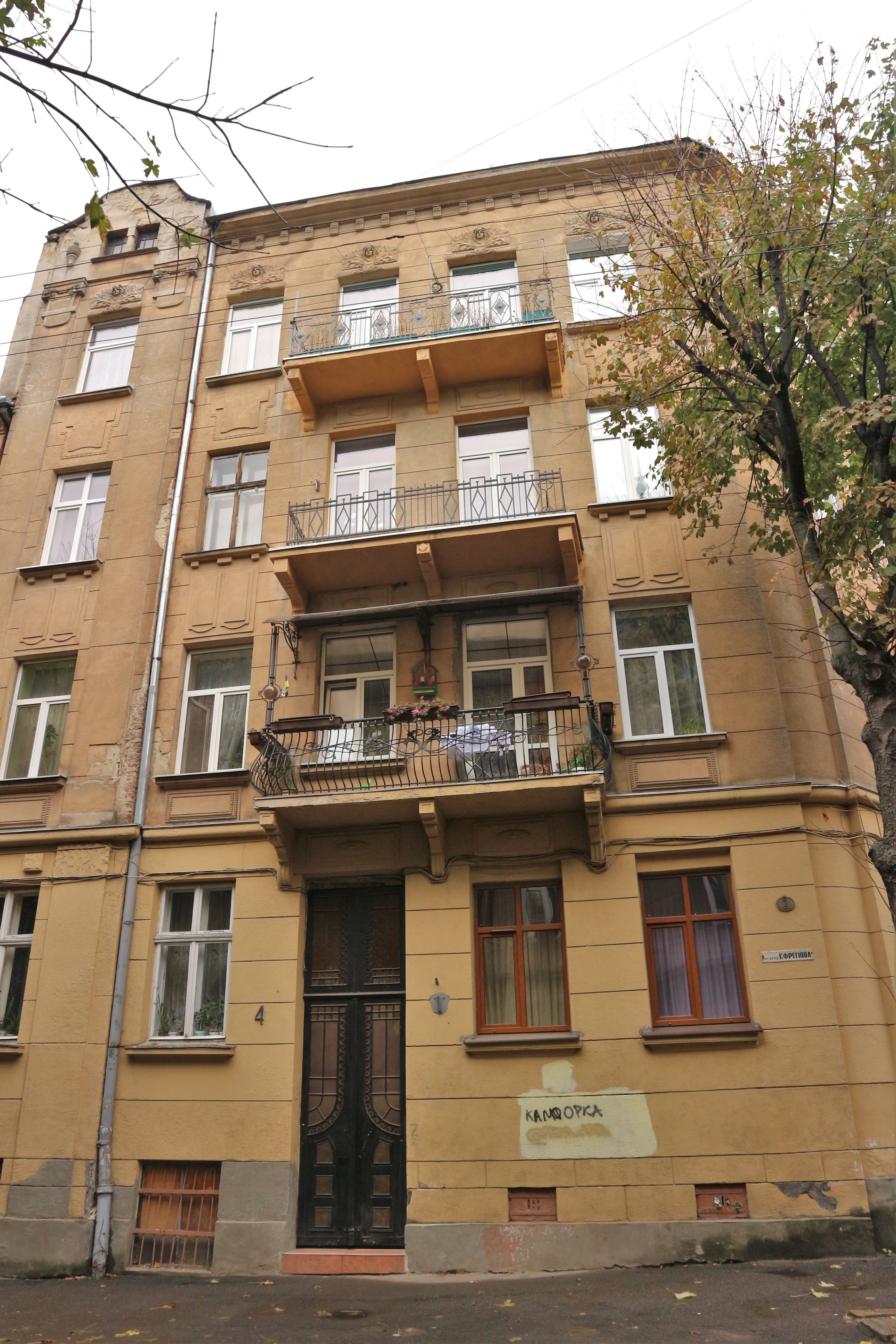
Житловий будинок (вул. Єфремова, 4)
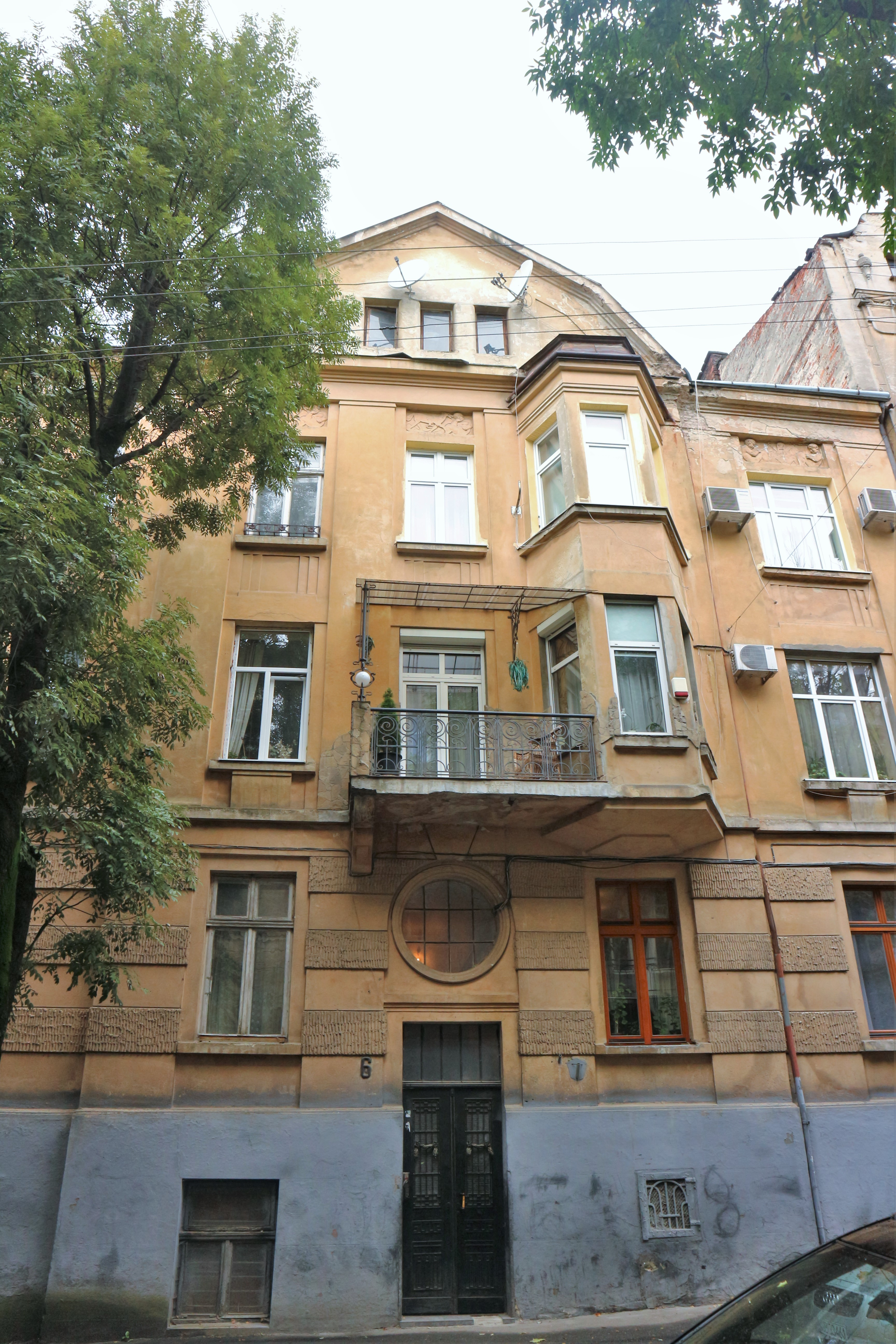
Житловий будинок (вул. Єфремова, 6)
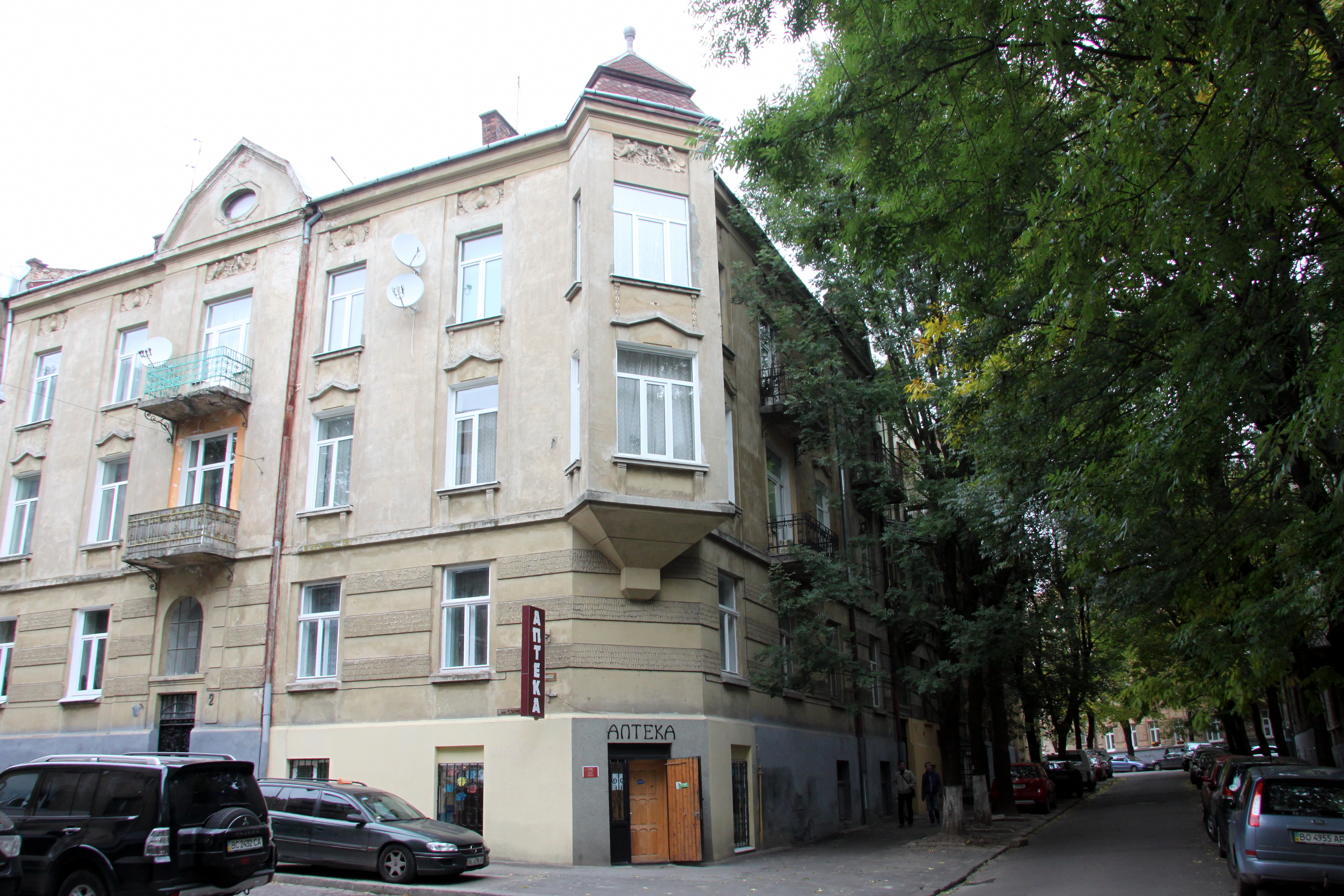
Житловий будинок (вул. Єфремова, 8)
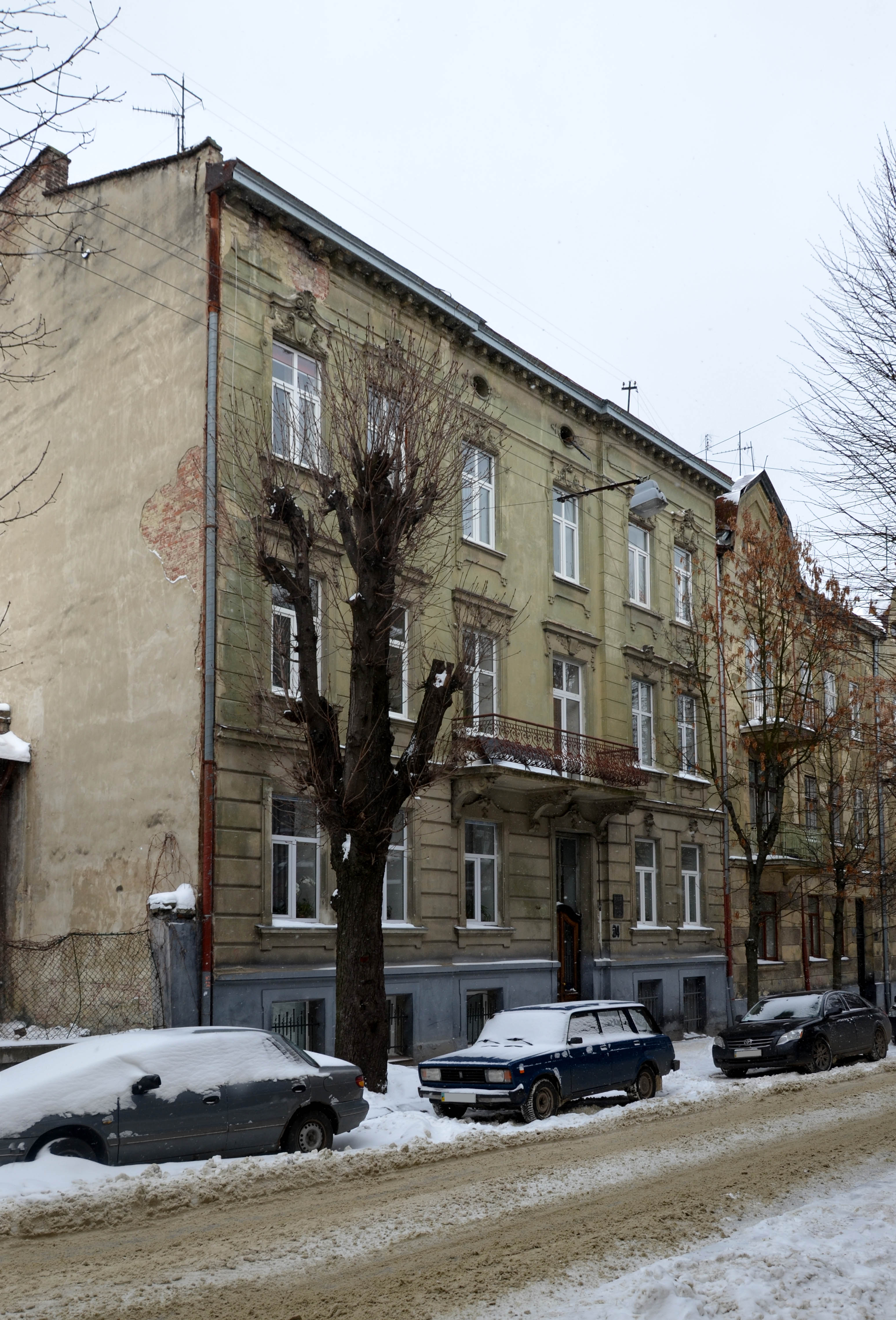
Житловий будинок (вул. Єфремова, 24)
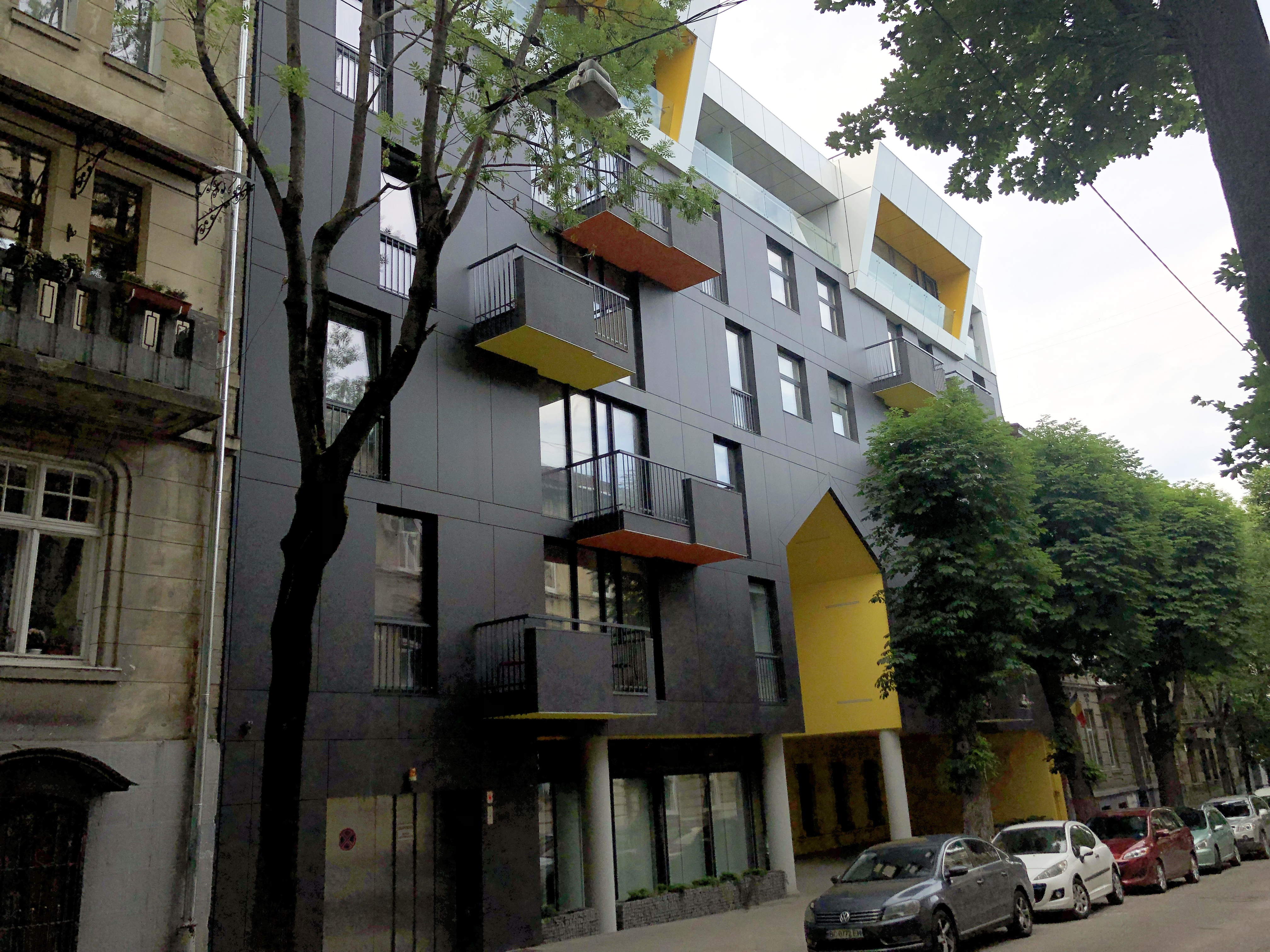
Житловий будинок (вул. Єфремова, 26)
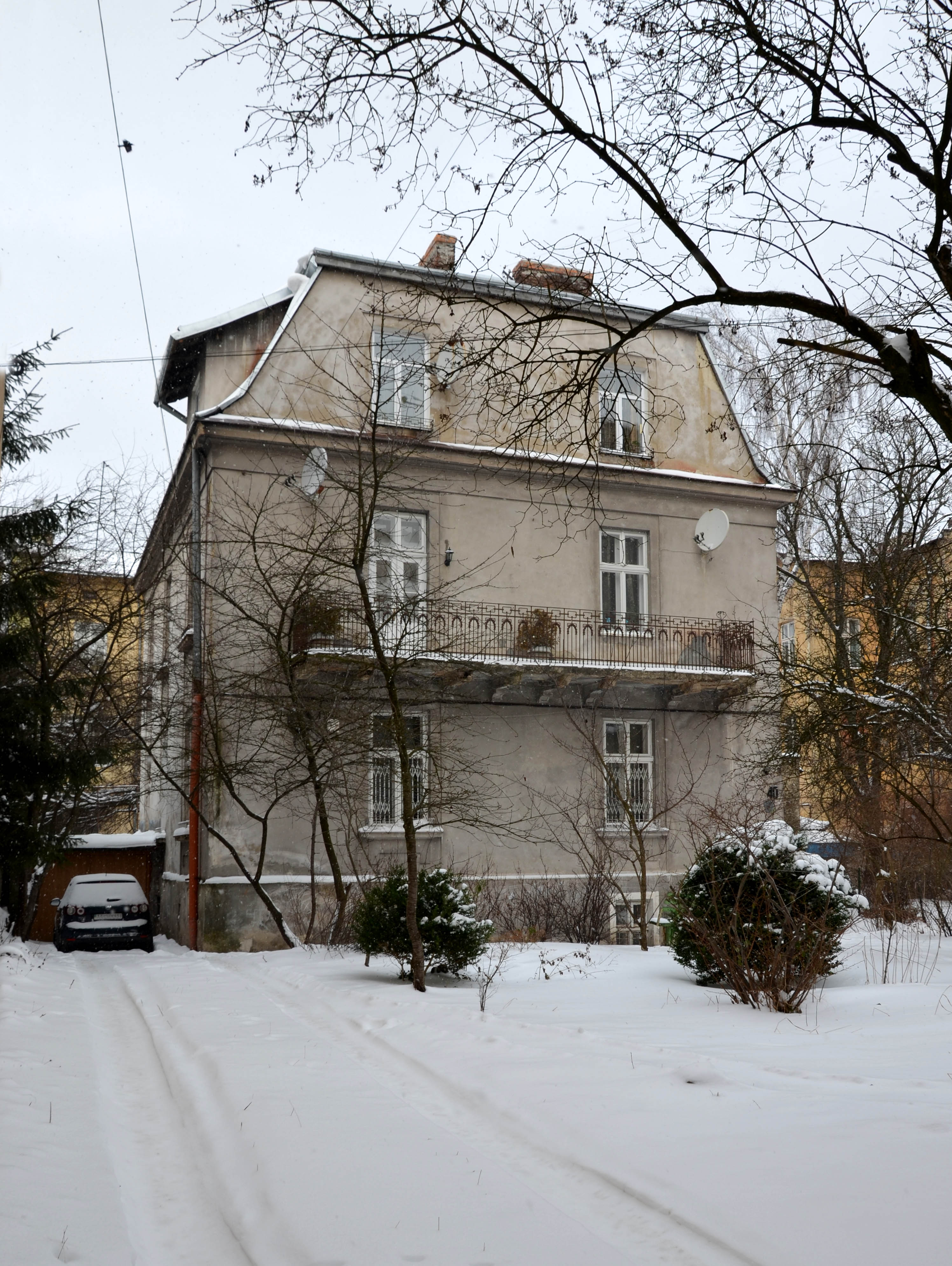
Житловий будинок (вул. Єфремова, 40)

## Сквер
Між нинішніми вулицями Японською, Київською, Коновальця та Єфремова у 1905 році облаштували площу Згоди, яка проіснувала до 1940-х років. Нині на її місці безіменний сквер, де 2015 року відкрили пам'ятний знак у вигляді червоної стрічки — символу боротьби зі СНІДом. Львів — друге місто в Україні після Києва, де встановили подібний пам'ятний знак.

## Події
25 червня 2021 року Львів накрила сильна буря з дощем. Повалені дерева, понищені автомобілі та пошкоджені дахи у різних районах міста, зокрема й на вулиці Єфремова.

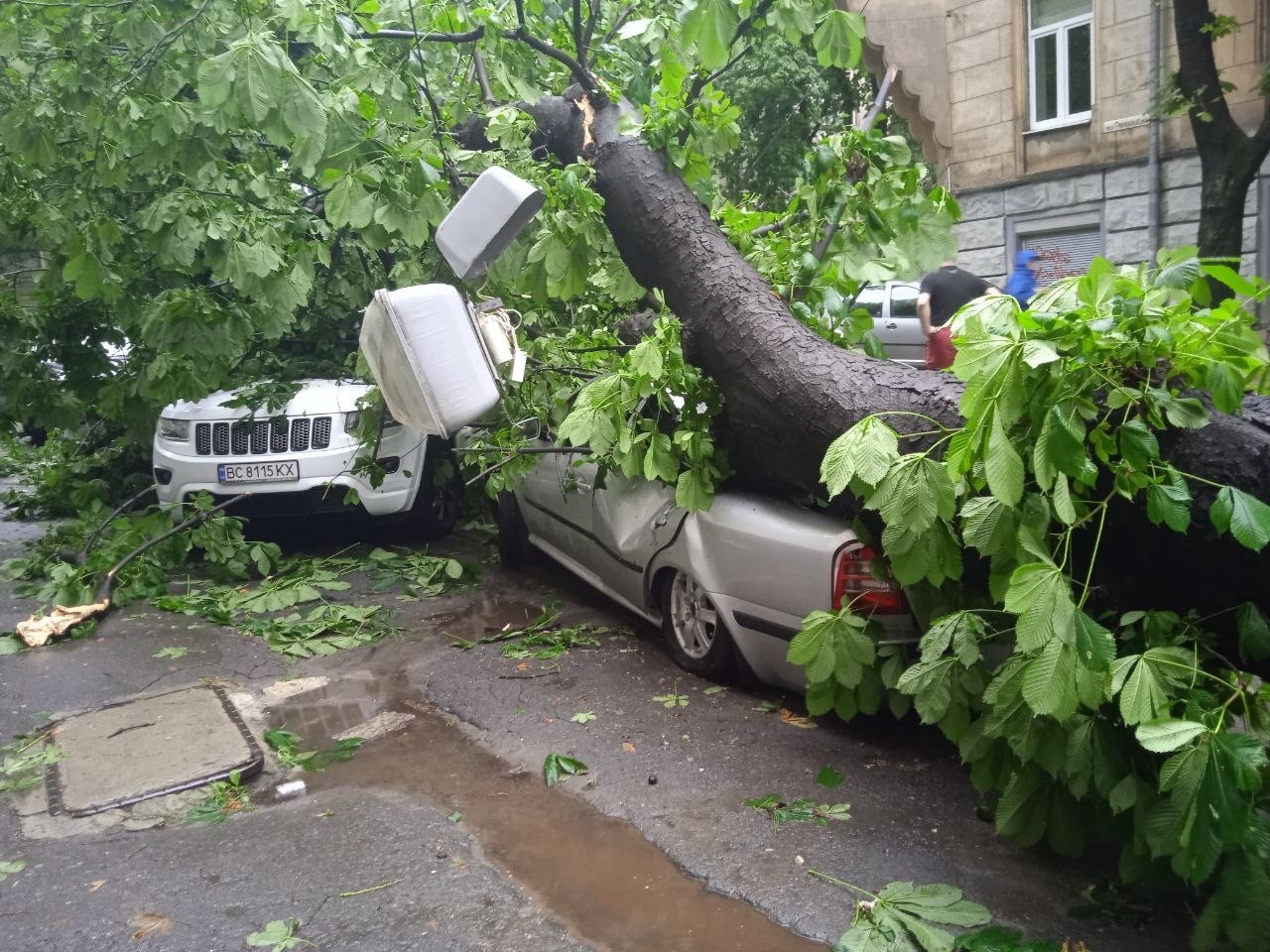
Наслідки буревію 25 червня 2021 року на вулиці Єфремова у Львові
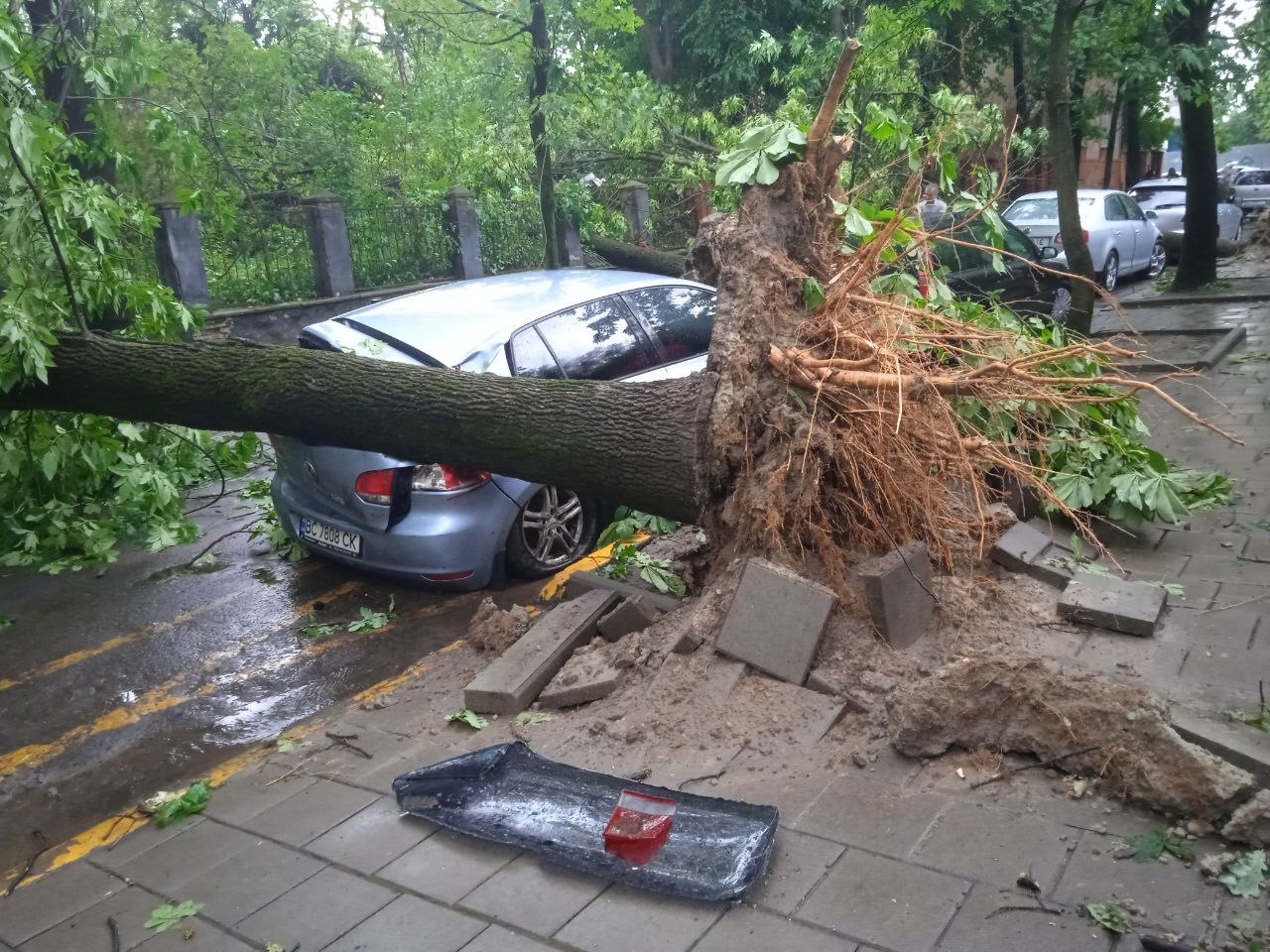
Наслідки буревію 25 червня 2021 року на вулиці Єфремова у Львові